# ماكسيميليان زيمر
ماكسيميليان زيمر (بالألمانية: Maximilian Zimmer)‏ هو لاعب كرة قدم ألماني، ولد في 10 يوليو 1992 في برلين في ألمانيا. لعب مع نادي كايزرسلاوترن.

## وصلات خارجية
- ماكسيميليان زيمر على موقع قاعدة بيانات كرة القدم.إي يو (الإنجليزية)
- ماكسيميليان زيمر على موقع Soccerway.com (الإنجليزية)
- ماكسيميليان زيمر على موقع عالم كرة القدم.نت (الإنجليزية)